# Oryzorictes hova
Oryzorictes hova é uma espécie de mamífero da família Tenrecidae, endêmica de Madagascar.